# 圆融无碍禅寺
圆融无碍禅寺坐落于河南省焦作市修武县西村乡当阳峪村，当地称圆融寺，始建公元351年，国家4A级景区、焦作市佛教协会驻地、韩国圆融宗的祖庭，是中国唯一一处体现佛教圆融思想的佛寺，中原唯一坐西向东的千年古刹，有“太行小灵山”的美誉。寺内有不同朝代的珍宝，至今未收取过门票。

## 历史

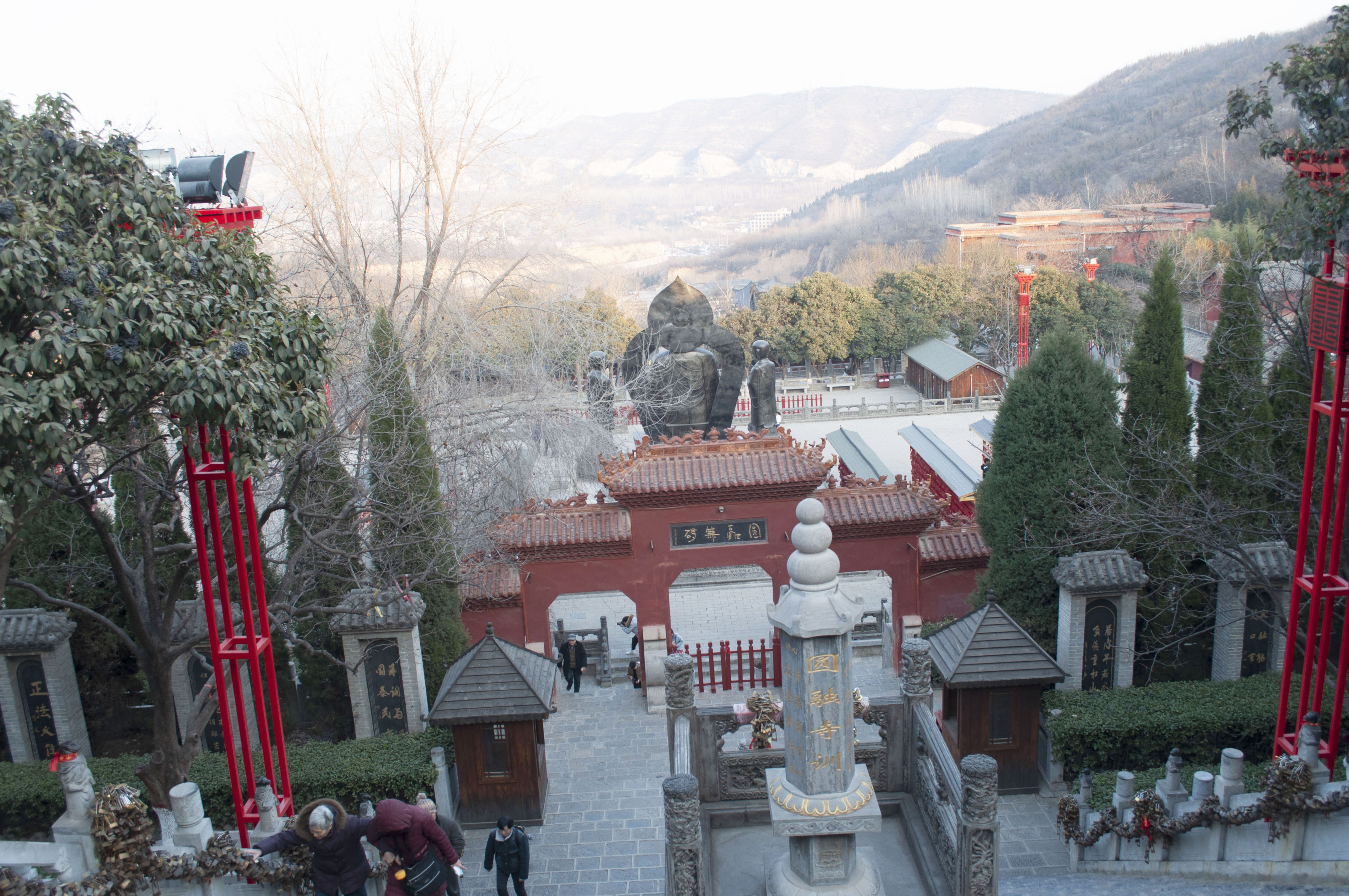
圆融寺一角

圆融寺历经各朝代战火兴废，包括近代二战（皇协军），文化大革命期间更是遭受惨重毁坏。2002年焦作市启动了圆融寺复建工程。

## 文化
所谓“圆融”，即“破除偏执，圆满融通”；“无碍”，乃“心无挂碍，行无所碍”。

## 景点
现今圆融寺为十一进计十九殿、两塔院、七堂、二院落、一馆及十七处泉，低处为山门，最高处的天然溶洞“古佛洞”暂时未开放，寺庙方面称会根据复建进度开放。洞内原有文革幸存的“白玉佛”，现存修武县博物馆，为国家一级文物。寺内可见历朝历代建寺文物，包括高250厘米的隋朝沙石卢舍那坐佛、明朝白玉辟支坐佛、唐代汉七级白玉佛塔及唐代狮虎兽、石虎，明朝白玉马、供桌、文殊吼，清朝的戏水兽等。
旅游区内罗汉寺是新开发建设的一处景点，是全国唯一的窑洞式罗汉洞。
另外，寺庙所处的村落还有当阳峪窑遗址，其绞胎瓷烧制技艺为已列入国家非遗。

### 下院
郑州大观音寺、济源盘古寺及焦作妙乐寺。